# 난청지역
《난청지역》(The Blanket Area)은 한국에서 제작된 한우정 감독의 2002년 드라마 영화이다. 이혜진 등이 주연으로 출연하였다.

## 출연

### 주연
- 이혜진
- 엄기하
- 맹현지
- 최성준
- 이상미

## 기타
- 프로듀서: 박희정
- 음향: 정길
- 미술: 김소연
- 특수효과: 이민아